# Jørgen Roed
Jørgen Roed (né le 13 janvier 1808 à Ringsted – mort le 8 août 1888) est un peintre, sculpteur et graveur danois de portrait et genre, rattaché au mouvement de l'Âge d'or danois.